# Nodaria dubiefae
Nodaria dubiefae är en fjärilsart som beskrevs av Pierre E.L. Viette 1982. Nodaria dubiefae ingår i släktet Nodaria och familjen nattflyn. Inga underarter finns listade i Catalogue of Life.